# Träume (Album)
Träume ist das fünfte Studioalbum des Klassik-/Pop-Projektes Adoro. Es erschien am 15. November 2012 bei We Love Music, einem Sublabel von Universal. 

## Titelliste
| #   | Titel                              | Länge |
| --- | ---------------------------------- | ----- |
| 1.  | Solang’ man Träume noch leben kann | 3:36  |
| 2.  | Wir sind am Leben                  | 4:34  |
| 3.  | Wenn Worte meine Sprache wären     | 4:07  |
| 4.  | Tage wie diese                     | 4:58  |
| 5.  | Dir gehört mein Herz               | 3:42  |
| 6.  | Weinst du                          | 4:44  |
| 7.  | Ich lebe für dich                  | 4:11  |
| 8.  | Vom selben Stern                   | 3:48  |
| 9.  | Stadt                              | 4:22  |
| 10. | Eiserner Steg                      | 4:11  |
| 11. | Die Liebe ist eine Rose            | 3:10  |
| 12. | Für immer jung                     | 3:46  |
| 13. | Das Leben ist schön                | 3:42  |
| 14. | Dein ist mein ganzes Herz          | 3:02  |